# وایبز کارتل

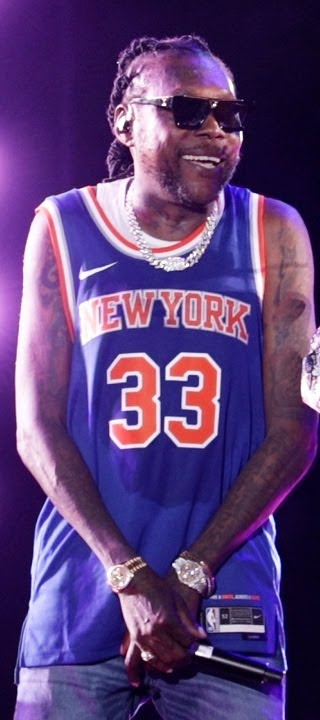
وایبز کارتل در کنسرت خیابان آزادی

آدیجا عظیم پالمر (زاده ۷ ژانویه ۱۹۷۶)، که با نام وایبز کارتل (به انگلیسی: Vybz Kartel) شناخته می‌شود، هنرمند سبک رگی و دنس هال جامائیکایی، آهنگساز، تهیه‌کننده موسیقی، کارآفرین و همچنین یک محکوم به قتل می‌باشد. در میان نام‌های مستعار مختلف از او به عنوان «رئیس جهان» یاد می‌شود. همان‌طور که رولینگ استون بیان می‌کند، او با اشعار تحریک آمیز و شخصیت عمومی شیطنت آمیز به مقام قهرمان عامیانه جامائیکا دست یافت و تعداد بسیاری از مخاطبان سبک موسیقی دنس هال را جذب کرد.
تک‌آهنگ‌های کارتل عبارتند از: «Romping Shop» (۲۰۰۹)، «Dancehall Hero» (۲۰۱۰)، و «Summer Time» (۲۰۱۱). وایبز کارتل با تعدادی از هنرمندان هیپ هاپ و آر اند بی مانند Major Lazer، Rihanna، Jay Z، Digga D و Unknown T همکاری کرده است، همچنین به عنوان الهام‌بخش آثار رقص‌آلود تعدادی از هنرمندان غربی، از جمله دریک یاد می‌شود که کارتل را یکی از «بزرگ‌ترین الهامات» خود ذکر کرده است.
در سال ۲۰۱۴، کارتل به دلیل قتل همکارش کلایو «لیزرد» ویلیامز به حبس ابد محکوم شد. او پس از گذراندن حداقل ۳۵ سال در زندان، واجد شرایط آزادی مشروط خواهد بود. با وجود زندانی شدن، کارتل همچنان به انتشار آهنگ‌های جدید به‌طور مداوم ادامه می‌دهد و تنها در سال ۲۰۱۶ بیش از ۵۰ آهنگ جدید را منتشر کرد. ترک موفق او "Fever" در ژوئن ۲۰۲۰ گواهی طلا را دریافت کرد.
وایبز کارتل همچنین همکاری‌های موفقیت‌آمیزی با رپرهای زن از جمله نیکی میناژ، اسپایس و لیسا مرسدز داشته است.